# 未予评估
未予评估（Not evaluated，或缩写为NE）是一种适用于世界自然保护联盟红色名录的保护现状。该物种/亚种尚未被国际自然保护联盟研究或评估保护现状。（如：香鱼）

## 外部連結
- .   [2015-11-10]. （原始内容存档于2010-07-24）.